# Habrobates
Habrobates – rodzaj chrząszczy z rodziny czarnuchowatych i podrodziny Pimeliinae.

## Morfologia i występowanie
Chrząszcze o podługowato-owalnym ciele długości od 6,5 do 13 mm. Ubarwienie mają od brązowego po czarne, przy czym całe ciało jest pokryte gęsto rozmieszczonymi, płaskimi, podłużnie rowkowanymi łuskami barwy kremowej, rudej, brązowej lub czarnej oraz rozproszonymi, drobnymi ziarnistościami, z których wyrastają żółtawe lub czarne szczecinki. Głowa ma małe, okrągłe oczy umieszczone grzbietowo-brzusznie, powyżej poziomu policzków. Szersze niż dłuższe, przeciętnie wypukłe przedplecze ma słabo wyrażone kąty przednie. W tylnej ⅓ przedplecza leży jeden wcisk poprzeczny lub dwa podłużne. Tarczka jest częściowo lub całkowicie zakryta przedpleczem. Pokrywy są wysklepione, jajowate w zarysie, zaopatrzone w dziesięć podłużnych szeregów ziarnistości z krótkimi szczecinkami. Przedpiersie jest 2,8 raza dłuższe od przednich bioder, pozbawione trójkątnego wcisku przy przedniej krawędzi, zaopatrzone w półtorakrotnie dłuższy niż szeroki wyrostek międzybiodrowy. Mierzone w poprzek biodra tylnej pary są 1,6 raza dłuższe niż wyrostek międzybiodrowy pierwszego z widocznych sternitów odwłoka. Krętarze mają gęste pędzeliki długich szczecinek. Golenie są lekko dozewnętrznie zakrzywione, a przednia ich para ma rozszerzone wierzchołki, kolczaste ziarenka na krawędziach zewnętrznych oraz spłaszczone ostrogi końcowe. Stopy mają długie, cienkie, zakrzywione pazurki. Odwłok samca ma szeroko rozstawione, łukowato na szczytach połączone trzonki spiculum gastrale. Genitalia samca cechują się grubym edeagusem z zaokrąglonym na szczycie i najszerszym u nasady płatem podstawowym, krótkimi i cienkimi apofizami grzbietowymi oraz wrzecionowatym, zakrzywionym, u podstawy rozwidlonym, a na szczycie wąsko wyokrąglonym płatem środkowym.
Rodzaj palearktyczny, środkowoazjatycki, zasięgiem obejmujący Turkmenistan i Iran. Jego reprezentanci zasiedlają ruchome wydmy pustyń Kara-kum, Daszt-e Lut oraz Wielkiej Pustyni Słonej.

## Taksonomia
Takson ten wprowadzony został w 1903 roku przez Andrieja Siemionowa-Tian-Szanskiego na łamach „Revue russe d'entomologie” jako monotypowy, z H. vernalis jako jedynym gatunkiem. W 1935 roku Adrian Schuster wprowadził na łamach „Koleopterologische Rundschau” rodzaj Kawiria, również monotypowy z K. gabrieli jako jedynym gatunkiem. W 2022 roku Kawiria zsynonimizowana została z Habrobates przez Maksima W. Nabożenkę i Swietłanę N. Czigraj na łamach „European Journal of Taxonomy” w publikacji współautorstwa Iwana A. Czigraja i Jewgenija W. Abakumowa.
Do rodzaju tego zalicza się cztery opisane gatunki:
- Habrobates agnesae Schuster, 1938
- Habrobates gabrieli (Schuster, 1935)
- Habrobates vejisovi Kelejnikova, 1977
- Habrobates vernalis Semenov, 1903